# جناح الغراب الأيمن (نجم)
أو جاما الغراب بالإنكليزية Gamma Corvi وله اسم تقليدي Gienah مشتق من العربي وهو نجم في كوكبة الغراب .
وهو نجم عملاق ينتمي إلى الفئة الطيفية B8III ويبعد 165 سنة ضوئية عن الشمس ويملك قدر ظاهري يبلغ 2.59+
ومن المرشح أن يكون نجم مزدوج

## الخصائص
هو ألمع نجم في كوكبة الغراب بقدر 2.59. نجم عملاق من التصنيف النجمي B8 III. وكتلته حوالي 4.2 مرة كتلة الشمس. بلون الأزرق والأبيض. يكشف الطيف من هذا النجم وعلى غير العادة وفرة من الزئبق والمنغنيز، مما يجعل هذا النجم زئبق-منغنيزي. هناك عناصر أخرى تظهر كبيرة. احتمالا وجود هذه العناصر سببه الخصوصية الكيميائية المستقرة لغلافه الجوي إضافتا إلى توطين جاذبيته.
جناح الغراب الأيمن لديه جرم رفيق أكدت كتلة بنحو 0.8 مراة كتلة شمسية، يتحرك في مدار بعيدا عنه مسافة 50 وحدة فلكية على مدى 158 عام تصنيفه النجمي A K5–M5 V.